# PGC 9074
LEDA/PGC 9074 ist eine Spiralgalaxie vom Hubble-Typ S im Sternbild Dreieck am Nordsternhimmel. Sie ist schätzungsweise 456 Millionen Lichtjahre von der Milchstraße entfernt und wechselwirkt mit der Galaxie PGC 9071.